# Ace in the Hole (desenho)
Um Ás Demais (tradução do título em inglês Ace in the Hole) é o segundo desenho animado de 1942 e o sexto da série Pica-Pau.

## Sinopse
O Pica-Pau lê um livro sobre funcionamento de aviões. Ele vê um avião de verdade fazendo sombra, o que faz o pássaro imaginar que está pilotando o aparelho, até acabar por bater na barriga de um sargento, que obriga o Pica-Pau a depilar cavalos. Revoltado, ele vê novamente um avião fazendo malabarismos. Distraído, corta em um círculo o pêlo de um cavalo, abre a roupa do sargento e depila seu queixo, o que faz este ficar novamente furioso. 
Então, o Pica-Pau fala: "Ca-ca-ca-calma, sargento. Eu só quero voar como um pássaro!" e depois dá sua risada e voa. A partir do momento em que o Pica-Pau bate na barriga do sargento, o pássaro causa muitas confusões. O sargento atira o pássaro longe para uma sala e pergunta ironicamente: "O que me diz do seu primeiro voo solo? Hahahaha!!!". 
Na sala, o pássaro encontra uma roupa de piloto, mas acaba fechando todo o zíper, o que o faz ficar preso e tentar tirar a roupa. Durante a tentativa, derruba uma caixa de fogos de artifício e um deles pára dentro da roupa. Pica-Pau retira o pino, confundindo-o com a ponta do zíper da roupa de piloto, e acaba voando longe até parar num avião de verdade. O sargento pede ao pássaro para cair fora do avião, mas o pássaro vê o painel do aparelho cheio de comandos e tenta adivinhar qual botão ou alavanca liga o avião, conseguindo ligá-lo. 
O sargento, segurando-se numa corda e só de macacão, tenta capturar o biruta, mas acaba fugindo do avião descontrolado. Na tentativa de pegar o pássaro, o compartimento é aberto e vários mísseis caem dentro do macacão do sargento, que por causa do Pica-Pau cai do alto, fazendo os mísseis explodirem. No final, o Pica-Pau é obrigado novamente a depilar cavalos e muitos desta vez. Senão, o Pica-Pau morreria com tiros de canhões, espingardas e muitas armas.

## Sobre o sargento
Apareceu em quatro desenhos do personagem: Um Ás Demais, Hora do Bebê, Era Uma Vez um Parque e Bebê Abutre. Ele apareceu como um guarda no segundo e último episódios. Além de se virar com Zeca Urubu, no último episódio de aparição, e com o Pica-Pau nos demais, ele enfrentou muitos problemas. 
Como ele era muito problemático (dos personagens principais, é claro), para vencer o Pica-Pau, ele nunca pensou duas vezes para pegá-lo. Nos episódios posteriores, ele era um pouco bonzinho, aumentava só 1% de sua bondade. Até que, na sua última aparição, ele estava 98% bondoso. Os 2% finais de sua maldade acabaram de sumir após o episódio Bebê Abutre terminar e antes de o Pica-Pau dar sua risada.